# Raja Ravi Varma
Raja Ravi Varma ( രാജാ രവി വര്മ്മ en idioma malaialam, 29 de abril de 1848 - 2 de octubre de 1906) fue un pintor indio del estado principesco de Thiruvithamkur (1729-1858, en inglés Travancore), que se encontraba en la actual Kerala (en el extremo suroeste de la India).
Reconocido como pintor por su representación de escenas de las míticas epopeyas del Majábharata y el Ramaiana (dos textos épico-religiosos del siglo III a. C.), su fama se debe sin embargo a la colección de pinturas de mujeres de estética kitsch, muy populares entre la clase media.
Raja Ravi Varma estaba estrechamente relacionado con la familia real de Travancore del actual estado de Kerala en la India. Más tarde en su vida, dos de sus nietas fueron adoptadas por la familia real, y sus descendientes componen la actual familia real de Travancore, incluidos los últimos tres maharajás (Balarama Varma III, Marthanda Varma III y Rama Varma VII).

## Biografía

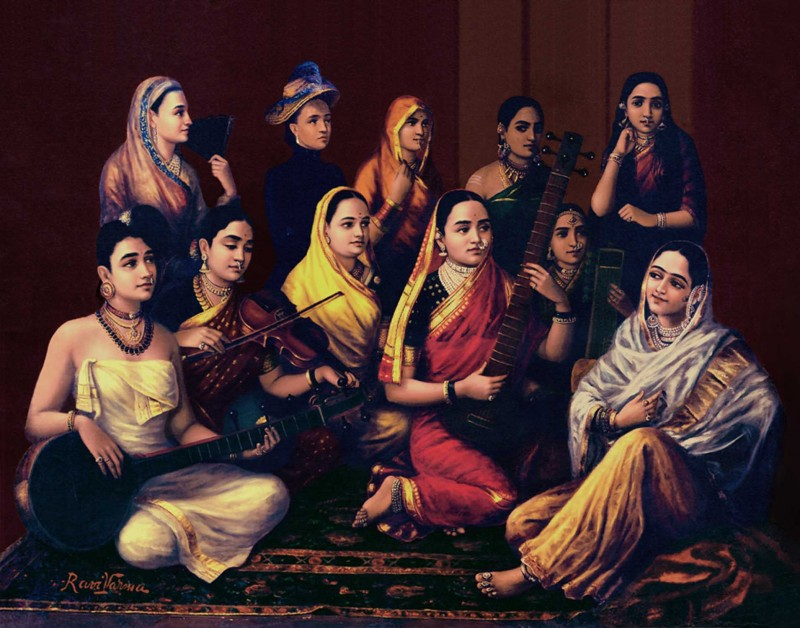
Galaxy of musicians (‘galaxia de músicas’), óleo de Varma.

Raja Ravi Varma nació con el nombre de Ravi Varma Koil Thampuran del palacio Kilimanur, en el antiguo estado principesco de Thiruvithankur (Travancore) en Kerala.
A temprana edad consiguió el patrocinio económico de su pariente majarás Ayilyam Thirunal (de Travancore), y a partir de entonces se inició la capacitación formal. Se formó en acuarela con Suami Rama Naidu y más tarde en pintura al óleo con el retratista holandés Theodor Jenson.
.

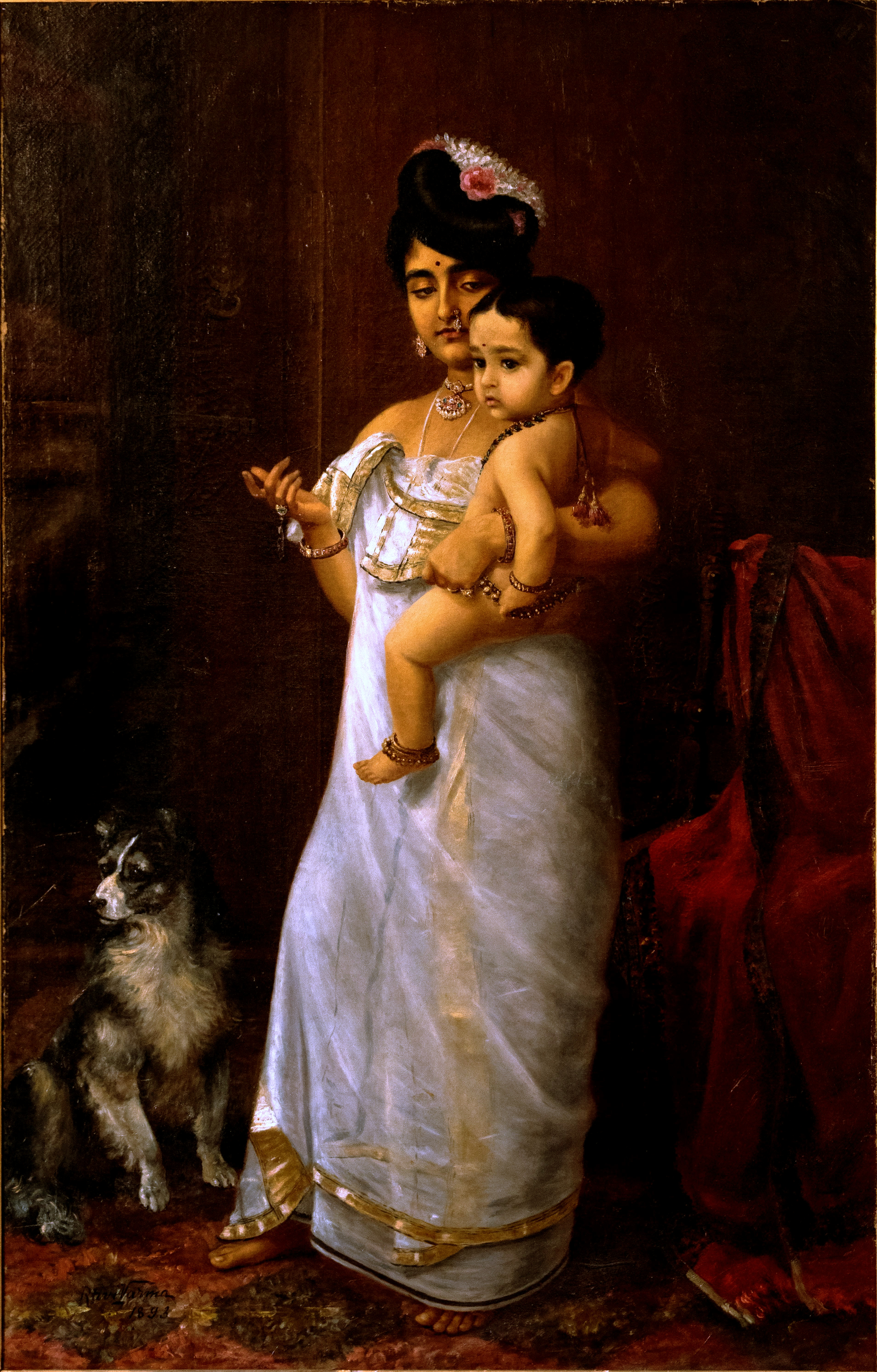
There comes Papa (‘Aquí viene papá’, 1893), pintura de Varma. La mujer retratada es Mahaprabha Thampuratti de Mavelikara, la hija del artista y madre de Sethu Lakshmi Bayi.

La cuñada de Varma, Bharani Thirunal Lakshmi Bayi, Rani Mayor de Attingal (o Travancore), que adoptó a las nietas de Varma en 1900

Ravi Varma era hijo de Ezhumavil Neelakanthan Bhattatiripad y Uma Ambabayi Thampurratti. Su madre, Uma Ambabayi Thampuratty, pertenecía a la familia baronial que gobernaba el estado feudal de Kilimanoor en el reino de Travancore. Fue una poetisa y escritora de cierto talento, y su obra Parvati Swayamvaram fue publicada por Varma tras su muerte. El padre de Ravi Varma era erudito en sánscrito y ayurveda y procedía del distrito Ernakulam de Kerala. Ravi Varma tenía dos hermanos, una hermana llamada Mangala Bayi y un hermano llamado Raja Varma (nacido en 1860). El último también era pintor y trabajó estrechamente con Ravi Varma toda su vida.
En 1866, a la edad de 18 años, Varma se casó con Bhageerthi Bayi, de 12 años (conocida formalmente como Pooruruttati Nal Bhageerathi Bayi Thampuratty), de la casa real de Mavelikkara, otro importante feudo del reino de Travancore. Cabe destacar que la casa de Mavellikara era una rama de la Casa Real de Travancore. Bhageerthi era la menor de tres hermanas, y sus dos hermanas mayores habían sido adoptadas por la familia real de Travancore en 1857 para continuar el linaje. Se las conocía como la Rani Mayor y la Rani Menor de Attingal, y en su progenie recaía la sucesión al trono de Travancore. Por lo tanto, la conexión de Ravi Varma con la familia real se hizo muy estrecha debido a su matrimonio con Bhageerthi. Sus hijos (por pertenecer a la familia de su madre) serían reales por nacimiento. El matrimonio, arreglado por los padres a la manera india, fue armonioso y exitoso. La pareja tuvo cinco hijos, dos varones y tres mujeres. Su hijo mayor, Kerala Varma (nacido en 1876), tenía un temperamento excesivamente espiritual. Nunca se casó y acabó renunciando al mundo, abandonando el hogar para siempre en 1912. El hijo menor, Rama Varma (nacido en 1879), heredó el talento artístico de su padre y estudió en la JJ School of Arts, Mumbai. Estaba casado con Gowri Kunjamma, hermana de Dewan PGN Unnithan, y se convirtió en padre de siete hijos.
Las tres hijas de Ravi Varma y Bhageerthi Bayi fueron Mahaprabha Amma (que aparece en dos de los cuadros más famosos de Varma), Uma Amma (llamada así por la madre de Varma) y Cheria Kochamma. En 1900, la Casa Real de Travancore se enfrentó de nuevo a una crisis sucesoria. Las dos hermanas mayores de Bhageerthi, que habían sido adoptadas para llevar adelante el linaje, no habían logrado producir los herederos deseados. Tuvieron seis hijos entre las dos, pero sólo sobrevivieron dos, ambos varones (que, por cierto, también murieron sin descendencia). Según el sistema matrilineal Marumakkathayam, la sucesión al trono sólo podía progresar por vía femenina, por lo que era necesario realizar una adopción. La tradición dictaba que dos niñas pertenecientes a ramas de la Familia Real fueran adoptadas juntas. Serían designadas Rani Mayor y Rani Menor de Attingal, y la sucesión al trono de Travancore recaería en su progenie, de acuerdo con el inusual y único sistema Marumakkathayam de sucesión.
Dos de las nietas de Varma estaban marcadas por el destino para recibir este honor, siendo la razón principal que eran las parientes matrilineales (cognatic) más cercanas a la Rani de Attingal en ejercicio. En agosto de 1900, Lakshmi Bayi (de 5 años), hija mayor de Mahaprabha, y Parvati Bayi (de 4 años), hija mayor de Uma, fueron adoptadas por la familia real de Travancore. Fue Bharani Thirunal Lakshmi Bayi, su tía abuela superviviente, quien las adoptó formalmente. Murió al año de hacerlo, y las dos niñas fueron nombradas Ranis Mayor y Menor de Attingal respectivamente. Se casaron en plena adolescencia con dos caballeros de familias aristocráticas adecuadas. Fue la rani menor, Sethu Parvathi Bayi, quien dio a luz al tan esperado heredero en 1912, exactamente un día después de su decimosexto cumpleaños. Por cierto, su marido era sobrino nieto de Raja Ravi Varma y pertenecía al Kilimanoor. El recién nacido fue el futuro Maharajá Chithira Thirunal, el último gobernante Maharajá de Travancore. Le siguieron un hermano (el futuro Maharajá Marthanda Varma III) y una hermana Lakshmi Bayi, madre del Maharajá Rama Varma VII, que ocupa actualmente el trono (desde 2013). Mientras tanto, la Rani Senior (Sethu Lakshmi Bayi, hija de Mahaprabha Amma, y Regente desde 1924 hasta 1931) también dio a luz a dos hijas más tarde en su vida (en 1923 y 1926).[cita requerida]
En 1873 ganó el primer premio de la Exposición de Arte de Viena y alcanza cierta notoriedad. Las pinturas de Raya Ravi Varma también fueron enviadas a la Exposición Colombina Mundial, celebrada en Chicago en 1893, donde fue galardonado con dos medallas de oro. Al año siguiente volvió a ganar la medalla de oro en la exposición de Madrás. En 1880 , ganó el gran premio, la medalla de oro Gâekwâr en una exposición en Poona, luego su éxito traspasó las fronteras de la India y en 1892 expuso en Chicago. Viajó por la India en busca de modelos y documentación de los episodios de las leyendas de Dushianta y Shakuntala, y de Nala y Damaianti, del texto épico religioso Majábharata, aunque llegaría a ser criticado por un estilo demasiado vistoso y sentimental. Muchas de sus pinturas están disponibles en el Palacio Laksmi Vilas, en Vadodara. Raya Ravi Varma murió en 1906 a la edad de 58 años.
De este modo, toda la familia real actual (existente) de Travancore desciende de Raja Ravi Varma. Entre sus descendientes reales son bien conocidos los escritores Aswathi Thirunal Gowri Lakshmi Bayi y Shreekumar Varma, la artista Rukmini Varma y el músico clásico Aswathi Thirunal Rama Varma.[cita requerida]
Alrededor del 57 cumpleaños de Ravi Varma anunció su decisión de aceptar Sanyasa, y retirarse de toda vida mundana cuando cumpliera 60 años. En sus últimos años sufrió de dolor por la muerte de Raja Raja Varma, y también de diabetes, lo que contribuyó a su muerte el 2 de octubre de 1906. 

## Carrera artística
Varma recibió el mecenazgo de Ayilyam Thirunal, el siguiente Maharajá de Travancore, y a partir de entonces comenzó su formación formal. Aprendió los fundamentos de la pintura en Madurai. Más tarde, recibió formación en pintura al agua de Rama Swami Naidu y, más bien a regañadientes, en pintura al óleo del retratista británico Theodore Jenson.

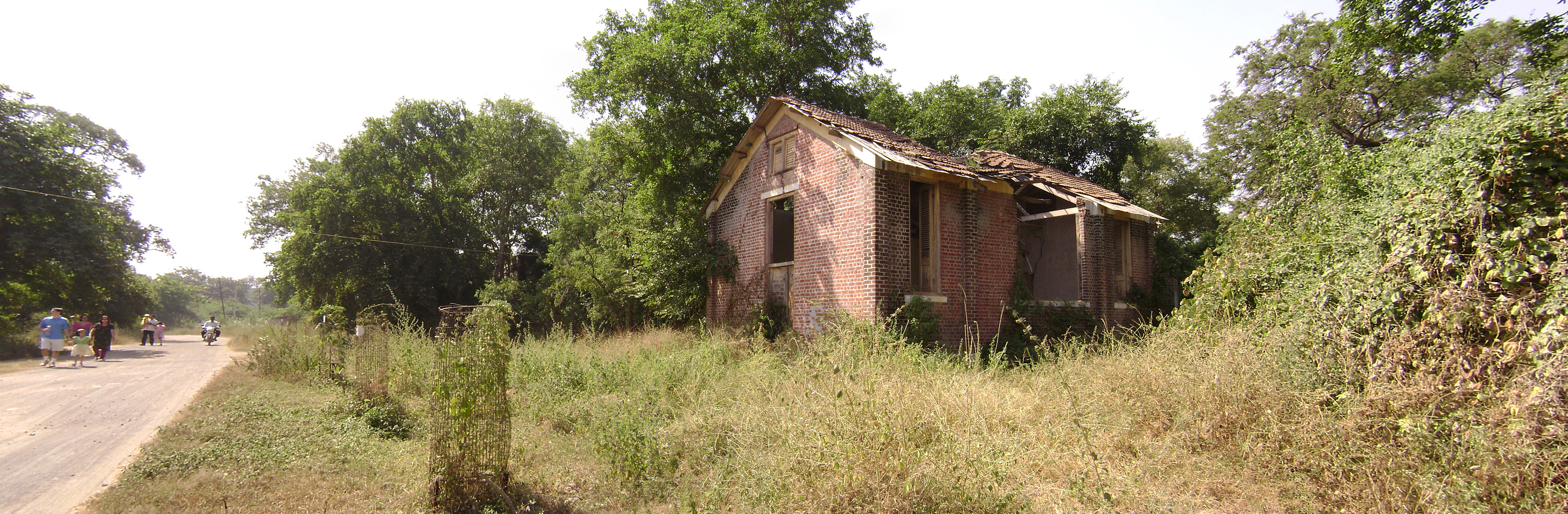
El estudio utilizado por Varma durante su estancia en el Laxmi Vilas Palace

El administrador británico, Edgar Thurston fue importante en la promoción de las carreras de Varma y su hermano. Varma recibió un gran reconocimiento tras ganar un premio por una exposición de sus cuadros en Viena en 1873. Los cuadros de Varma también se enviaron a la Exposición Mundial Colombina celebrada en Chicago en 1893 y fue galardonado con tres medallas de oro. Viajó por toda la India en busca de temas. A menudo modelaba Diosasas hindúes a partir de mujeres del sur de la India, a las que consideraba bellas. Ravi Varma es especialmente conocido por sus pinturas que representan episodios de la historia de Dushianta y Shakuntalá, y Nala y Damayanti, del Mahabharata. La representación que hace Ravi Varma de los personajes hindúes se ha convertido en parte del imaginario indio de las epopeyas. A menudo se le critica por su estilo demasiado llamativo y sentimental, pero su obra sigue siendo muy popular en la India. Muchas de sus fabulosas pinturas se conservan en el Palacio Laxmi Vilas, Vadodara.

## Actividad como pintor
Recibió lecciones de pintura del pintor madurai Alagri Naidu y del pintor extranjero Sr. Theodore Jensen, que había venido de gira a la India . Ambos eran artistas del estilo europeo. Una mezcla de ambos estilos es visible en la pintura de Shri Verma. Pasó unos 30 años en la práctica de la pintura india. Publicó sus pinturas abriendo una imprenta de litografías en Mumbai . Sus pinturas son de temática diversa pero predominan los temas mitológicos y los retratos personales de reyes. Sus obras fueron bien recibidas en el extranjero, su respeto aumentó y recibió medallas. Viajó al país para estudiar la verdadera forma de los trajes mitológicos.
Sus obras de arte se dividen en tres categorías principales.
(1) Réplica o Retrato,
(2) Cuadros con figuras humanas y
(3) Imágenes relacionadas con acontecimientos de la historia y la mitología.
Aunque la popularidad de Raja Ravi Varma entre la gente común se debió a las pinturas de Itihas, Puranas y Dioses y Diosas, pero debido a sus reproducciones realizadas en óleo, se hizo conocido como el mejor pintor del mundo. Hasta la fecha, no existe ningún otro artista que haya creado reproducciones tan realistas en colores al óleo. Murió el 2 de octubre de 1906.

### Lista de obras más importantes
Esta es una lista de las obras más prominentes de Ravi Varma. En el 150 aniversario de su nacimiento, Google Arts and Culture publicó más de 300 de sus obras.
- Mohini playing with a ball
- Yashoda and Krishna
- Village Belle
- Lady Lost in Thought
- Damayanti Talking to a Swan
- The Orchestra
- Arjuna and Subhadra
- The heartbroken
- Swarbat Player
- Shakuntala
- Lord Krishna as Ambassador
- Jatayu, a bird devotee of Lord Rama is mauled by Ravana
- Victory of Indrajit
- A Lady Playing Swarbat
- Lady Giving Alms at the Temple
- Lord Rama Conquers Varuna
- Gheevarghese Mar Gregorios of Parumala
- Nair Woman
- Romancing Couple
- Draupadi Dreading to Meet Kichaka
- Shantanu and Matsyagandha
- Shakuntala Composing a Love Letter to King Dushyanta
- Girl in Sage Kanwa's Hermitage (Rishi-Kanya)
- Bharani Thirunal Lakshmi Bayi of Travancore
- Sri Shanmukha Subramania Swami
- Woman holding a fan
- 3D painting of the Mysore king on a horse (available at the Mysore palace)

## Reconocimientos
En 1904, el virrey George Curzon (1859-1925), en nombre del emperador británico, le otorgó a Raya Ravi Varma la medalla de oro Kaiser-i-Hind.
En ese momento su nombre fue mencionado por primera vez como "Raya Ravi Varma", y de acuerdo con la tradición marumakkathayam, a partir de entonces se le conoció con el nombre de su tío materno (Raya Raya Varma).
En 1993, el crítico de arte Rupika Chawla y el artista A. Ramachandran realizaron conjuntamente una gran exposición de las obras de Raya Ravi Varma en el Museo Nacional de Nueva Delhi.

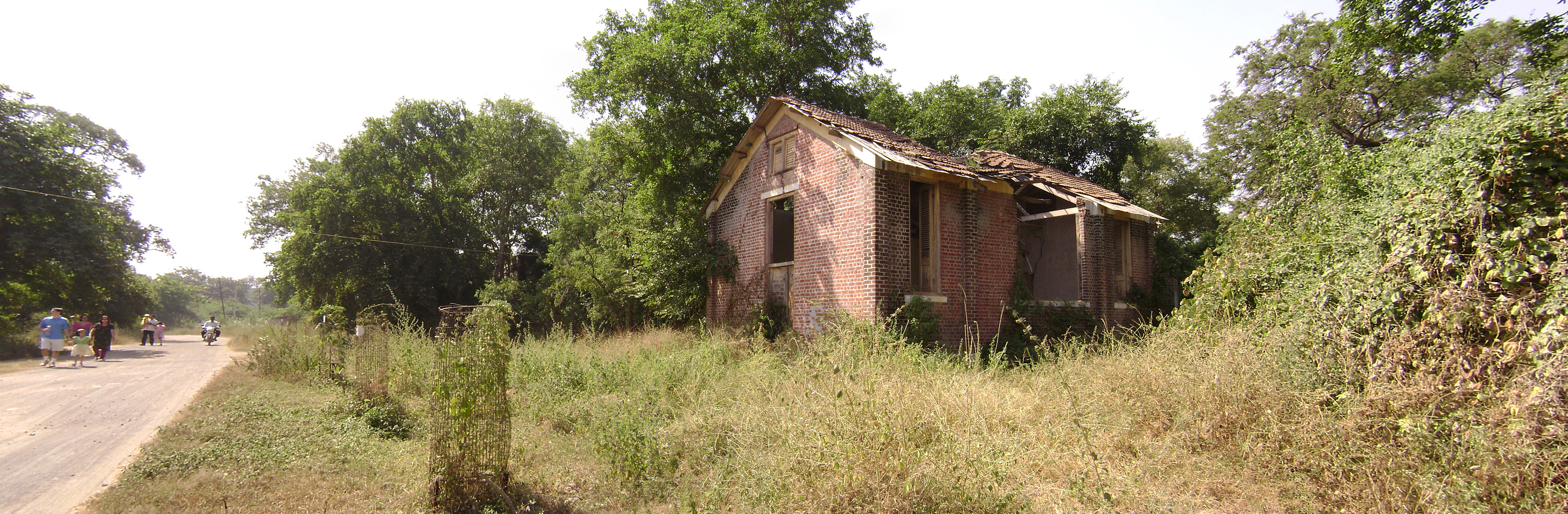
La cabaña que Varma utilizó como estudio durante su estancia en el palacio Laksmi Vilas.

El Gobierno de Kerala ha instituido un premio llamado Rajaravivarma Puraskaram, que se otorga cada año a personas que demuestran excelencia en el campo del arte y la cultura.
En Mavelikara (estado de Kerala) se creó una universidad dedicada a las artes plásticas que también lleva su honor. La escuela secundaria Raya Ravi Varma en Kilimanoor fue nombrada en honor a él. Se conserva su palacio-museo que se encuentra a seis kilómetros de Ponganadu, a 7 km de Pazhayachanda y 36 km de Trivandrum (la capital de Kerala).
De su extensa obra podrían destacarse obras como Village Belle, Lady lost in thought, Damayanti talking to a swan, The orchestra, Arjuna and Subhadra, The heartbroken, Swarbat player, Shakuntala o Lord Krishna as ambassador.

## Repercusión popular
En 2008, Ketan Mehta (cineasta de Bollywood) dirigió la película Rang rasiya acerca de la vida de Raya Ravi Varma en la que el actor Randeep Hooda desempeñó el papel del artista. En 2010, el cineasta indio Lenin Rajendran hizo una película malaialam llamada Makara-manju (‘la niebla de Capricornio’), que narra una parte de la vida de Raya Ravi Varma, cuyo papel fue interpretado por Sivan Santhosh.